# James Garner

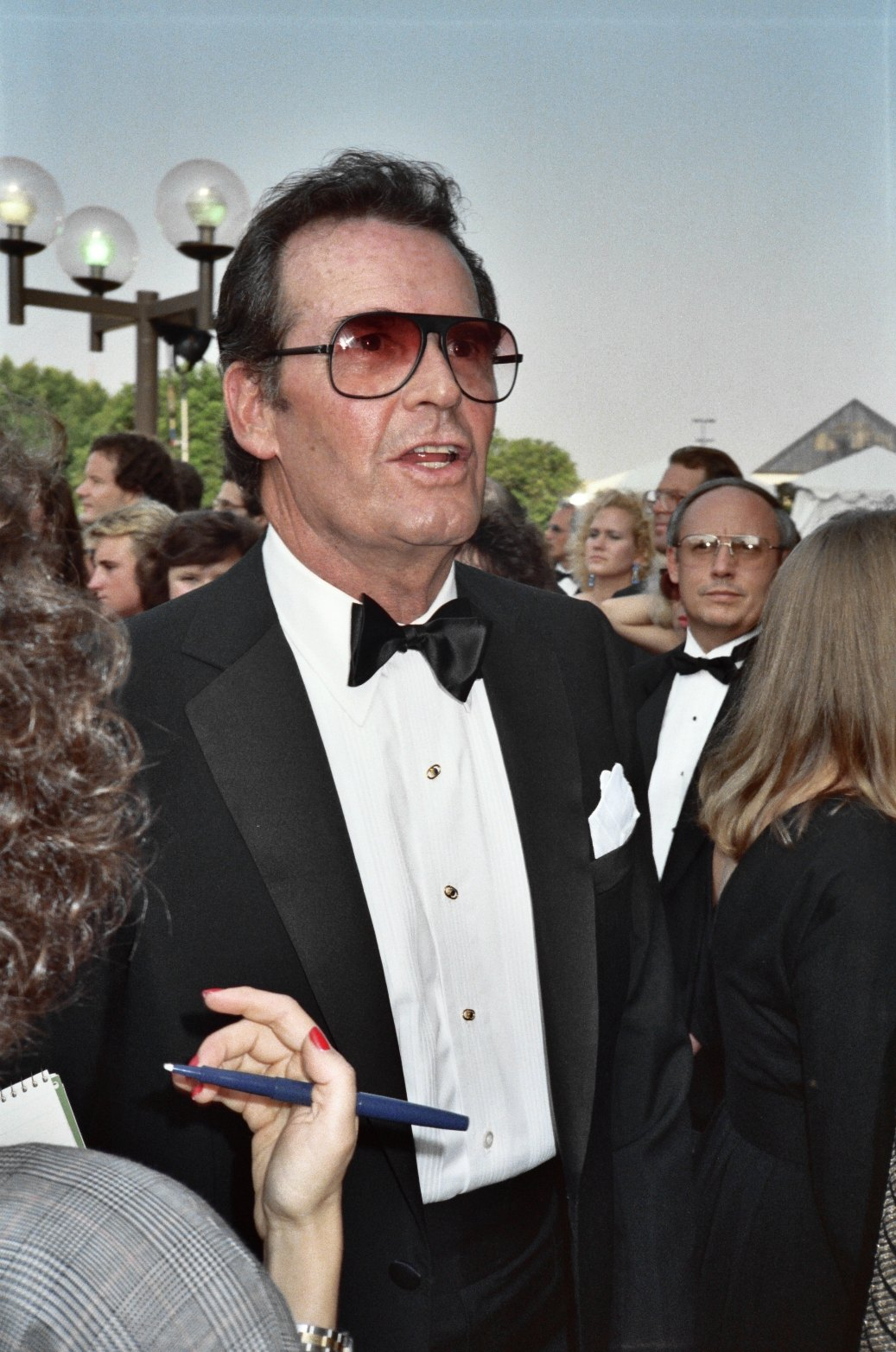
James Garner el 1987.

James Scott Baumgarner, anomenat James Garner (Norman, Oklahoma, Estats Units, 7 d'abril de 1928 − Brentwood, Los Angeles, Califòrnia, 19 de juliol de 2014) va ser un actor, director de cinema i productor estatunidenc.

## Biografia
Perd la seva mare quan només té 4 anys. Quan el seu pare es casa de nou, James i els seus dos germans pateixen maltractaments de la seva sogra. Aquesta crueltat de la madrastra condueix a la dissolució del matrimoni.
Als 16 anys, James Baumgarner entra al servei de la marina mercant, una experiència curta, ja que el jove té forts mareigs. Sense feina, es reuneix amb el seu pare a Califòrnia, on va a un centre escolar a Hollywood. Allà hom es fixa en ell pel seu físic i es fa model. Cansat d'aquest treball i de la fauna de Hollywood, torna a la seva ciutat natal a Oklahoma on pensa reprendre els seus estudis. Però els abandona per entrar al servei de la Guarda nacional. Havent sofert una greu ferida al genoll, és desmobilitzat, però s'incorpora a l'exèrcit el 1949 i és enviat a combatre a Corea, on és ferit dues vegades.
Després de la guerra, el productor Paul Gregory, un vell amic dels seus anys d'estudis a Hollywood, el convenç d'acceptar un paper a la seva producció d'una obra a Broadway: 'The Caine Mutiny Court Marcial  (adaptada més tard al cinema, El motí del Caine), on Henry Fonda és protagonista.
Aquesta experiència a Broadway el porta a Los Angeles, on li donen papers en publicitat i a la televisió. Llavors, signa un contracte amb Warner Brothers, que, sense el seu permís, canvia el seu nom per a Garner als crèdits de la seva primera pel·lícula, The Girl He Left Behind  el 1956. El mateix any, coneix Lois Fleishman Clarke en una concentració política, i es casa amb ella 16 dies més tard. Després del naixement de la seva filla Greta, canvia legalment el seu nom i el de la seva família per Garner.
El 1957, fa el paper de Bret Maverick  en un episodi de la sèrie de televisió western Sugarfoot . Torna després a la pell d'aquest personatge encantador, heroic i estafador per a cinc temporades i 60 episodis a la sèrie de televisió Maverick. En principi imaginat com un personatge convencional de western, Garner en fa més aviat un antiheroi amb un innegable sentit de l'humor i que fa prova d'encant més que de desembeinar el seu revòlver per sortir-se'n d'una mala situació. Aquesta interpretació de Maverick li val un dels Globus d'Or el 1958, i un nomenament als Emmy el 1957. James Garner posa fi la sèrie el 1960 i torna al cinema, on apareix en gèneres molt diversos: al costat d'Audrey Hepburn i Shirley MacLaine en el drama The Children's Hour  de William Wyler; la pel·lícula de guerra The Great Escape, 1963 de John Sturges; la comèdia The Thrill of It All , 1963 de Norman Jewison, o la pel·lícula esportiva, on és igualment productor amb Gran Premi de John Frankenheimer el 1966.
El 1973, James Garner signa amb l'estudi Disney per a dues pel·lícules, però One Little Indian , 1973 i The Castaway Cowboy, 1974 no troben no l'èxit esperat.
El 1982, al costat de Julie Andrews, té el paper de King Marchand a Victor Victoria, de Blake Edwards. Tres anys més tard, és nominat per l'Oscar al millor actor gràcies a la seva interpretació de Murphy Jones en Murphy's Romance de Martin Ritt (1985).
El 2004, interpreta el paper de Noah gran a El quadern de Noah, de Nick Cassavetes.

## Defunció
James Garner és trobat mort a la seva casa de Los Angeles el diumenge 20 juliol de 2014, segons la policia de Los Angeles. L'actor, que havia celebrat l'abril anterior els seus 86 anys patia problemes cardíacs des de feia anys, que li havien suposat diverses operacions el 1988 i 2008.

## Filmografia[8]

### Actor

#### Cinema
- 1956: Vers el desconegut (Toward the Unknown): Maj. / Tinent Coronel Joe Craven
- 1956: The Girl He Left Behind de David Butler: Preston
- 1957: Shoot-Out at Medicine Bend de Richard L. Bare: Sergent John Maitland
- 1957: Sayonara, de Joshua Logan: Capità Mike Bailey, USMC
- 1958: Darby's Rangers, de William A. Wellman: Maj. / Coronel William Orlando Darby
- 1958: Lafayette Escadrille, de William A. Wellman: Lufberry (No surt als crèdits)
- 1959: Up Periscope de Gordon Douglas: Tinent Kenneth Braden
- 1959: Alias Jesse James, de Norman Z. McLeod: Bret Maverick
- 1960: Cash McCall de Joseph Pevney: Cash McCall
- 1961: La calúmnia (The Children's Hour), de William Wyler: Dr. Joe Cardin
- 1962: Boys' Night Out: Fred Williams
- 1963: La gran evasió (The Great Escape), de John Sturges: Flight Tinent Hendley Le Chapardeur
- 1963: The Thrill of It All, de Norman Jewison: Dr. Gerald Boyer
- 1963: The Wheeler Dealers d'Arthur Hiller: Henry Tyroon
- 1963: Move Over, Darling, de Michael Gordon: Nicholas 'Nick' / 'Nicky' Arden
- 1964: The Americanization of Emily, d'Arthur Hiller: Tinent Cmdr. Charles E. Madison
- 1965: 36 Hours, de George Seaton: Maj. Jefferson F. Pike
- 1965: The Art of Love: Casey Barnett
- 1966: A Man Could Get Killed, de Ronald Neame i Cliff Owen: William Beddoes
- 1966: Duel at Diablo, de Ralph Nelson: Jess Remsberg
- 1966: Mister Buddwing: M.. Buddwing
- 1966: Grand Prix, de John Frankenheimer: Pete Aron
- 1967: L'hora de les pistoles (Hour of the Gun), de John Sturges: Wyatt Earp
- 1968: How Sweet It Is!, de Jerry Paris: Grif Henderson
- 1968: The Pink Jungle: Ben Morris
- 1969: Support your local sheriff ! de Burt Kennedy: Jason McCullough
- 1969: Marlowe, un detectiu molt privat (Marlowe), de Paul Bogart: Philip Marlowe
- 1970: Un home anomenat Sledge (A Man Called Sledge), de Vic Morrow: Luther Sledge
- 1971: També un pistoler necessita ajuda (Support Your Local Gunfighter), de Burt Kennedy: Latigo Smith
- 1971: Joc brut (Skin Game) de Paul Bogart i Gordon Douglas: Quincy Drew / Capità Nathaniel Mountjoy
- 1972: They Only Kill Their Masters: Cap de policia Abel Marsh
- 1973: One Little Indian, de Bernard McEveety: Clint Keyes
- 1974: Castaway Cowboy, de Vincent McEveety: Lincoln Costain
- 1980: Health, de Robert Altman: Harry Wolff
- 1981: The Fan, d'Edward Bianchi: Jake Berman
- 1982: Víctor, Victòria (Victor/Victoria, de Blake Edwards: King Marchand
- 1984: Tank: Sergent Maj. Zack Carey
- 1985: L'amor de Murphy (Murphy's Romance), de Martin Ritt: Murphy Jones
- 1988: Sunset, de Blake Edwards: Wyatt Earp
- 1992: The Distinguished Gentleman, de Jonathan Lynn: Jeff Johnson
- 1993: Fire in the Sky, de Robert Lieberman: Tinent Frank Watters
- 1994: Maverick, de Richard Donner: Marshal Zane Cooper / Bret Maverick, Sr.
- 1996: My Fellow Americans, de Peter Segal: President Matt Douglas
- 1998: Twilight, de Robert Benton: Raymond Hope
- 2000: Space Cowboys, de Clint Eastwood: Tank Sullivan
- 2001: Atlantis: L'imperi perdut (Atlantis: The Lost Empire), de Gary Trousdale i Kirk Wise: Comandant Lyle Tiberius Rourke (veu)
- 2002: El clan Ia-Ia (Divine Secrets of the Ya-Ya Sisterhood), de Callie Khouri: Shepard James 'Shep' Walker
- 2003: The Land Before Time X: The Great Longneck Migration (vidéo): Pat (veu)
- 2004: El quadern de Noah (The Notebook), de Nick Cassavetes: Noah calhoun
- 2004: Al Roach: Private Insectigator: Al Roach
- 2006: The Ultimate Gift, de Michael O. Sajbel: Howard "Red" Stevens

#### Televisió
- 1971: Nichols (sèrie): Nichols (1971-72)
- 1978: The New Maverick: Bret Maverick
- 1980: Waylon: James Garner
- 1981: Bret Maverick: Bret Maverick / Edmund Trueblood Federal Bank Examiner
- 1981: Bret Maverick (sèrie): Bret Maverick (1981-82)
- 1982: The Long Summer of George Adams: George Adams
- 1984: Heartsounds: Harold Lear
- 1984: The Glitter Dome: Sergent Aloysius Mackey
- 1985: Space (fulletó): Sen. Norman Grant
- 1986: The Twelfth Annual People's Choice Awards: Presenter
- 1986: Promise: Bob Beuhler
- 1989: My Name Is Bill W.: Dr. Robert Holbrook Smith també Dr. Bob
- 1990: Decoration Day: Albert Sidney Finch
- 1991: Man of the People (sèrie): Councilman Jim Doyle
- 1993: Barbarians at the Gate: F. Ross Johnson
- 1994: Breathing Lessons: Ira Moran
- 1994: The Rockford Files: I Still Love L.A.: Jim Rockford
- 1995: The Rockford Files: A Blessing in Dismanera: Jim Rockford
- 1995: Streets of Laredo (fulletó): Capità Woodrow F. Call
- 1996: The Rockford Files: If the Frame Fits...: Jim Rockford
- 1996: The Rockford Files: Godfather Knows Best: Jim Rockford
- 1996: The Rockford Files: Friends and Foul Play: Jim Rockford
- 1996: The Rockford Files: Punishment and Crime: Jim Rockford
- 1997: Dead Silence: John Potter
- 1997: The Rockford Files: Murder and Misdemeanors: Jim Rockford
- 1998: Legalese: Norman Keane
- 1999: The Rockford Files: If It Bleeds... It Leads: Jim Rockford
- 1999: Shake, Rattle and Roll: An American Love Story
- 1999: One Special Night: Robert
- 1999: The Rockford Files: If It Bleeds... It Leads
- 2000: God, the Devil and Bob (sèrie): God (veu)
- 2000: The Last Debate: Mike Howley
- 2002: First Monday (sèrie): Chief Justice Thomas Brankin
- 2002: Roughing It: Samuel Clemens (Mark Twain)
- 2003-2005: 8 Simple Rules: Jim Egan

### Productor
- 1966: Grand Prix
- 1986: Promise (TV)
- 1989: My Name Is Bill W. (TV)
- 1995: The Rockford Files: A Blessing in Dismanera (TV)

### Director
- 1974: The Rockford Files (TV)

## Premis i nominacions

### Premis
- 1977: Primetime Emmy al millor actor en sèrie dramàtica per The Rockford Files
- 1987: Primetime Emmy al millor especial dramàtic o còmic per Promise
- 1991: Globus d'Or al millor actor en minisèrie o telefilm per Decoration Day
- 1994: Globus d'Or al millor actor en minisèrie o telefilm per Barbarians at the Gate

### Nominacions
- 1959: Primetime Emmy al millor actor en sèrie dramàtica per Maverick
- 1964: Globus d'Or al millor actor musical o còmic per The Wheeler Dealers
- 1976: Primetime Emmy al millor actor en sèrie dramàtica per The Rockford Files
- 1978: Globus d'Or al millor actor en sèrie de televisió dramàtica per The Rockford Files
- 1978: Primetime Emmy al millor actor en sèrie dramàtica per The Rockford Files
- 1979: Globus d'Or al millor actor en sèrie de televisió dramàtica per The Rockford Files
- 1979: Primetime Emmy al millor actor en sèrie dramàtica per The Rockford Files
- 1980: Globus d'Or al millor actor en sèrie de televisió dramàtica per The Rockford Files
- 1980: Primetime Emmy al millor actor en sèrie dramàtica per The Rockford Files
- 1982: Globus d'Or al millor actor en sèrie de televisió musical o còmica per Bret Maverick
- 1982: Primetime Emmy al millor actor en sèrie dramàtica per Bret Maverick
- 1985: Globus d'Or al millor actor en minisèrie o telefilm per Heartsounds
- 1985: Primetime Emmy al millor actor en minisèrie o especial per Heartsounds
- 1986: Oscar al millor actor per Murphy's Romance
- 1986: Globus d'Or al millor actor musical o còmic per Murphy's Romance
- 1987: Globus d'Or al millor actor en minisèrie o telefilm per Promise
- 1987: Primetime Emmy al millor actor en minisèrie o especial per Promise
- 1989: Primetime Emmy al millor especial dramàtic o còmic per My Name Is Bill W.
- 1989: Primetime Emmy al millor actor en minisèrie o especial per My Name Is Bill W.
- 1991: Primetime Emmy al millor actor en minisèrie o especial per Decoration Day
- 1993: Primetime Emmy al millor actor en minisèrie o especial per Barbarians at the Gate
- 1994: Primetime Emmy al millor actor en minisèrie o especial per Breathing Lessons
- 1995: Globus d'Or al millor actor en minisèrie o telefilm per Breathing Lessons